# 寂蓮
寂蓮（日语：／ Jakuren */?，1139年—1202年8月9日）是日本平安時代後期至鎌倉時代初期僧人和歌人，本名藤原定長（日语：／ Fujiwara no Sadanaga */?），藤原北家御子左家出身，《百人一首》歌人和釋教三十六歌仙之一，有117首作品收錄於敕撰和歌集，其養父是同為《百人一首》歌人的藤原俊成。關於寂蓮的出生年份，《日本古典文學大辭典》、《和歌文學大辭典》、《國史大辭典》、《和歌文學辭典》、《大英國際大百科事典》和《世界大百科事典》均主張是不明，不過《日本古典文學大辭典》、《和歌文學大辭典》、《國史大辭典》和《和歌文學辭典》均提到保延5年（1139年）的說法，其中《和歌文學大辭典》和《和歌文學辭典》指出此說法源於久曾神昇，《和歌文學辭典》另外也提到八島長壽的康治2年（1143年）說法，《朝日日本歷史人物事典》、《大辭泉》、《日本大百科全書》、《日本人名大辭典》和《日本國語大辭典》均採用保延5年（1139年）的說法，《書道辭典》則採用康治2年（1143年），逝世日期則見於《明月記》。

## 生平
久安6年（1150年）時，寂蓮成為藤原俊成的養子，在藤原成家和藤原定家先後出生後，他在承安2年（1172年）出家，晚年獲賜予明石之浦（現兵庫縣明石市明石海峽的海岸）附近作為所領。此外，他主要居於嵯峨，亦曾遊歷出雲國、大和國、高野山、有馬溫泉和蘆屋等地。另外，其為人語中帶刺，按《八雲御抄》和《井蛙抄》記載，他曾經在六百番歌合時與顯昭爆發衝突，當時他像蛇一樣蓄勢待發與手拿金剛杵的顯昭爭論的情況被後人稱為獨鈷鎌首，比喻喜好爭論的歌人。和歌方面，除了《和歌文學大辭典》記載為116首之外，《日本古典文學大辭典》、《和歌大辭典》、《朝日日本歷史人物事典》、《大英國際大百科事典》、《日本人名大辭典》和《世界大百科事典》均記載為117首，歌風優雅細緻，近似於小野小町。此外，他與德大寺實定、藤原隆房、難波賴輔、源師光、西行、寂念、寂然、殷富門院大輔和小侍從等歌人也有交情，而按《古今著聞集》記載，其女婿是藤原家隆。另外，他也受到九條兼實、九條良經、藤原實宗、西園寺公經、守覺法親王和後鳥羽院的庇護，也經常出入九條良經、守覺寺法親王的住處以及後鳥羽院所在的仙洞御所，又與慈圓和藤原定家等人一同創作花月百歌以及十題百首等的百首歌。建仁元年7月27日（1201年8月27日），他獲選為和歌所的寄人之一，同年11月3日（11月30日），他與堀川通具、藤原有家、藤原定家、藤原家隆和飛鳥井雅經獲選為《新古今和歌集》的撰者，不過他在編撰前便已經死去。除了和歌外，他也擅於連歌和狂歌。
| 敕撰和歌集     | 《新編國歌大觀》編號 | 收錄歌數 |
| -------------- | --- | -------- |
| 千載和歌集     | 325、328、544、765、1138、1146、1236 | 7首      |
| 新古今和歌集   | 58、87、154、155、169、252、361、396、439、469、488、491、522、599、663、705、740、836、1032、1118、1287、1303、1312、1321、1386、1603、1634、1752、1753、1838、1937、1938、1939、1940、1949 | 35首     |
| 新敕撰和歌集   | 59、681、760、906、921、1149、1310、1333 | 8首      |
| 續後撰和歌集   | 251、516、898、1000、1061、1109、1225、1324 | 8首      |
| 續古今和歌集   | 248、611、637、769、816、869、1080 | 7首      |
| 續拾遺和歌集   | 204、389、422、448、630、1238、1337 | 7首      |
| 新後撰和歌集   | 16、89、315、571、625、1023、1209、1456、1597 | 9首      |
| 玉葉和歌集     | 72、86、459、2265、2315、2447、2605、2669 | 8首      |
| 續千載和歌集   | 240、334、2006 | 3首      |
| 續後拾遺和歌集 | 469、1068、1182 | 3首      |
| 風雅和歌集     | 395、438、1850 | 3首      |
| 新千載和歌集   | 38、94、1306、1640 | 4首      |
| 新拾遺和歌集   | 137、445、494、1078、1465、1537 | 6首      |
| 新後拾遺和歌集 | 96、211、555 | 3首      |
| 新續古今和歌集 | 160、243、479、598、619、1432 | 6首      |

## 和歌
- 釋教三十六歌仙
寂蓮法師
- 時代不同歌合
寂蓮法師和源重之

歌合方面，寂蓮先後參加在仁安2年（1167年）8月舉行的太皇太后亮平經盛朝臣家歌合、嘉應2年5月29日（1170年7月14日）舉行的實國家歌合、同年10月9日（11月18日）舉行的住吉社歌合、承安2年（1172年）閏12月舉行的東山歌合、某年冬天舉行的宰相入道觀蓮歌合、治承2年3月15日（1178年4月4日）舉行的別雷社歌合、同年8月以前舉行的隆信歌合、翌年10月18日（1179年11月18日）舉行的右大臣家歌合、壽永元年（1182年）以前舉行的資盛家歌合、文治2年10月22日（1186年12月4日）舉行的太宰權帥經房歌合、建久4年（1193年）舉行的六百番歌合、建久6年（1195年）舉行的民部卿歌合、正治2年閏2月1日和閏2月25日（1200年3月17日和4月10日）舉行的良經家十題撰歌合、同年9月舉行的仙洞十人歌合、同年舉行的石清水若宮歌合、建仁元年2月16日和2月18日（1201年3月22日和3月24日）舉行的老若五十首歌合、同年3月16日（4月20日）舉行的通親亭影供歌合、同年4月30日（6月2日）舉行的鳥羽殿影供歌合、同年6月舉行的千五百番歌合、同年舉行的新宮撰歌合和翌年舉行的仙洞影供歌合，他同年也入選三百六十番歌合。
歌合以外，他也曾經參加在永萬元年（1165年）以前舉行的歌林苑十首歌、仁安2年（1167年）至至承安2年（1172年）5月之間舉行的俊成家十首會、承安2年8月舉行的公通家十首會、壽永元年（1182年）的壽永百首、文治2年（1186年）成立的二見浦百首、翌年春天的殷富門院大輔百首、同年11月的結題百首、建久元年（1190年）9月的花月百首、翌年的十題百首、建久6年（1195年）2月舉行的良經家五首歌會、建久9年至10年（1198年至1199年）的守覺法親王五十首、正治元年或2年（1199年或1200年）舉行的大內花見御幸、正治2年的正治初度百首、同年的仙洞句題五十首、建仁2年3月20日和3月22日（1202年4月14日和4月16日）舉行的三體和歌。

## 百人一首
- 《小倉百人一首》
寂蓮法師
菱川師宣繪本
- 《百人一首內 寂蓮法師》
歌川國芳的浮世繪
- 《小倉擬百人一首》
寂蓮法師
八重桐
歌川廣重的浮世繪

| 《新編國歌大觀》版本 | 全日本歌牌協會版本 | 嵯峨嵐山文華館版本 | 中譯                                        |
| -------------------- | ------------------ | ------------------ | ------------------------------------------- |
|                      |                    |                    | 驟雨頻頻降 枝頭露未乾 騰騰秋夕霧 暮色滿山川 |

這首和歌收錄於《新古今和歌集》卷第五「秋歌下」，《新編國歌大觀》編號是491，詞書是「獻上五十首歌時」（五十首歌たてまつりし時）。此歌出自於由後鳥羽院舉辦的《老若五十首歌合》，寂蓮憑此歌擊敗嘉陽門院越前的作品（《新編國歌大觀》編號250），此歌的上句通過描述陣雨過後槙被露水弄濕未乾的狀態與雨後的靜寂，從而表現出槙的綠葉與綠葉上的白露的色彩對比，下句話鋒一轉，改述在傍晚時份峽谷開始起霧，上下句從近景描寫至遠景，通過重叠兩種景象來表現出時刻變幻的自然現象。與此同時，此歌也收錄於《定家八代抄》，不過由於定家採錄他同樣收錄於《新古今和歌集》的「三夕之和歌」（《新編國歌大觀》編號361）至《秀歌體大略》，可見此歌地位略遜於「三夕之和歌」。另一方面，「村雨」和「槙」等歌語也不常見，其中採用「村雨」的和歌在《萬葉集》、《拾遺和歌集》和《後拾遺和歌集》僅各一首，《新古今和歌集》則是五首，為《千載和歌集》之後逐漸普及的歌語，而「槙」雖然見於《萬葉集》，不過由於此樹本身沒有紅葉，因此在平安時代之後較少用於和歌之中，寂蓮以外的例子有同樣收錄於《新古今和歌集》的作品（《新編國歌大觀》編號630），由於寂蓮在「三夕之和歌」中也有使用「槙」，因此推測此歌語純屬其個人喜好，而將「槙」用於秋歌則是首例，意境上則與藤原定賴的《百人一首》入選作相近。由於此歌大多以不常見的歌語組成的同時又有秋歌的用語，為稍有不慎的話就很容易變成新手歌病般的大膽作，換個角度以寂蓮的作品來說反而帶出新鮮感。此外，此歌的第二句同樣見於藤原道綱母收錄於《後拾遺集》的作品（《新編國歌大觀》編號700）、藤原俊成收錄於《長秋詠藻》的作品（《新編國歌大觀》編號261）和藤原忠良收錄於《正治初度百首》的作品（《新編國歌大觀》編號759），分別在於這三首歌均是配搭「時雨」，而寂蓮的作品則是「村雨」，如果以道綱母的和歌作為本歌的話，則可以體會和歌背後寂蓮的悲哀。
首句是指驟雨，在日語村雨中特別指秋冬之間突然下的大雨。第二句，其中是指露水，是表示強調的係助詞，是指還沒乾，為副詞，是上一段動詞（弄乾）的未然形，則是表示否定的助動詞的連體形。第三句是指槙（真木）的葉，槙（真木）（まき）是日本柳杉、日本扁柏和羅漢松的統稱，其中是表示美稱的接頭辭，則是表示動作等的位置的格助詞。第四句是指峽谷起霧，其中為連體形。末句是指秋天的黃昏，帶出悲秋的寂寞和在黃昏胡思亂想的意思，修辭上採用體言止。此外，寶塚歌劇團成員霧立升和槙野升的藝名均取自此歌，第四句在藤原為家的《詠歌一體》中作為「有主詞」而被訂定為制詞，在《定家十體》中則是「見樣」的例歌之一。另外，東京都青梅市指當地流傳此歌的背景是在青梅町梅岩寺內或青梅坂隧道的霧窪和叢雨橋一帶。

## 家集
寂蓮的家集是《寂蓮法師集》，又稱《寂蓮集》、《寂蓮家之集》，分為部類本和雜纂本，其中部類本為寂蓮自行編撰，推測成立於壽永元年（1182年）夏天，為應賀茂重保邀請而奉納至賀茂別雷神社的壽永百首家集之一，收錄歌數為109首，春歌13首、夏歌9首、秋歌17首、冬歌11首、戀歌11首和雜歌48首，其中9首和歌是其他歌人的作品，收錄和歌中最早的是實國家歌合時的作品，最晚則是殷富門院大輔百首。雜纂本則是由他人編撰，根據奧書記載，由善峯寺的阿闍黎在弘安4年（1281年）5月抄寫自建長5年11月7日（1253年11月29日）校對完成的版本，並且在弘安4年8月由玄覺完成校對，收錄歌數為547首，分別是雜纂本的268首、六百番歌合和千五百番歌合的200首、撰集抄出和《三體和歌》的79首，其中31首為其他歌人的作品，收錄和歌中最早的是別雷社歌合時的作品，最晚則是仙洞影供歌合，兩種家集總計的收錄歌數僅佔寂蓮作品的約三分之一。家集可以分為五個系統，分別是第一類，僅有部類本的穗久邇文庫藏A本和B本、天理大學附屬天理圖書館藏竹柏園舊藏橫山由清校對本、陽明文庫藏本和岸上慎二藏本等等，第二類是僅有雜纂本的國立歷史民俗博物館藏高松宮舊藏A本、肥前島原松平文庫藏本、天理大學附屬天理圖書館藏B本和群書類從本等等、第三類是部類本和雜纂本混合而成的宮內廳書陵部藏A本、B本和神宮文庫藏本等等、第四類是部類本、撰集抄出本和雜纂本混合而成的東京大學國文學研究室本居文庫藏本、聖母清心女子大學藏A本、有吉保藏本、寬文7年（1667年）印刷本、元文元年（1736年）《鴨長明集》合綴印刷本和沒有記載刊行年份的印刷本等等，第五類是雜纂本、六百番歌合和千五百番歌合的百首歌、撰集抄出和《三體和歌》混合而成的國立歷史民俗博物館藏高松宮舊藏B本和早稻田大學圖書館藏伊地知鐵男文庫藏本等等。其中，穗久邇文庫藏A本是長12.3厘米，寬18.8厘米的袋綴，茶色楮紙封面，沒有題簽，直接寫上「寂蓮家之集全」的外題，正文料紙同樣是楮紙，一面十行至十五行，和歌上下句各自分開兩行，詞書隔兩個空格，16頁著墨，成書於江戶時代初期，根據奧書記載，此版本抄寫自足利義尚藏於文明年間（1469年至1487年）寫成的版本，有同樣奧書的天理大學附屬天理圖書館藏本以及各種印刷本則記載抄寫此版本的日期是文龜3年（1504年）12月下旬。另外，高松舊藏B本是長27.3厘米，寬20.5厘米的袋綴，封面是茶金色菱形襷模樣，左上方題簽寫有「寂蓮集」，正文料紙是楮紙，一面十行，和歌一行，詞書隔三個空格，54頁著墨，成書於江戶時代中期，而相對地高松宮舊藏A本則收錄B本沒有的撰集抄出的重複歌18首、第31首的下一首、第153首的下一首、第245首的下一首和式子內親王的作品（《新編國歌大觀》編號125），第160首的下一首則對應B本的第299首，兩書均缺失第98首的下一首，除此之外第9首、第12首、第22首、第28首、第38首、第39首、第60首、第70首、第81首、第94首、第138首、第185首、第199首、第213首、第215首、第222首、第234首、第244首、第254首、第260首、第265首、第267首和第268首則有大大小小的差異，另外A本也有後西天皇和有栖川宮幸仁親王的藏書印，為雜纂本中歷史最悠久的版本。此外，宮內廳書陵部藏A本的外題和內題分別是中御門天皇和後西天皇的親筆，B本外題則是靈元天皇親筆，與此同時B本又缺失第210首的下一首和第362首的下一首。底本方面，《新編國歌大觀》以宮內廳書陵部藏B本為底本，《私家集大成》和《新編私家集大成》則以穗文邇文庫藏A本和高松宮舊藏B本為底本。

## 文化財
寂蓮作為傳稱筆者雖然留下了大量作品，但是被鑑定為真跡的僅有熊野懷紙和一品經懷紙。儘管如此，他與西行、飛鳥井雅經的古筆書風並稱三書風，為藤原時代末期至鎌倉時代初期傑作的代名詞:332。
| 名稱                                   | 名義                                         | 所藏                   | 指定日期       | 指定類型   | 參考資料        |
| -------------------------------------- | -------------------------------------------- | ---------------------- | -------------- | ---------- | --------------- |
| 能惠法師繪詞                           | 紙本著色能惠法師繪詞                         | 廣隆寺                 | 1897年12月28日 | 重要文化財 | [ 47 ] [ 12 ]   |
| 西行上人家集                           | 聞書集（西行上人家集）                       | 天理大學附屬天理圖書館 | 1933年1月23日  | 重要文化財 | :549            |
| 右衛門切                               | 手鑑（月台）七十八葉                         | 東京國立博物館         | 1938年7月4日   | 重要文化財 | :130            |
| 病草紙                                 | 紙本著色病草紙（殘缺 持病）                  | 香雪美術館             | 1938年7月4日   | 重要文化財 | [ 52 ] [ 12 ]   |
| 病草紙                                 | 紙本著色病草紙（肥滿女 殘缺）                | 福岡市美術館           | 1941年7月3日   | 重要文化財 | [ 53 ] [ 12 ]   |
| 寂蓮筆熊野懷紙                         | 寂蓮筆熊野懷紙（山川水鳥 旅宿埋火）          | 個人藏                 | 1942年6月26日  | 重要文化財 | :335            |
| 元曆校本萬葉集卷第六                   | 元曆校本萬葉集                               | 東京國立博物館         | 1951年6月9日   | 國寶       | :377            |
| 一品經懷紙                             | 一品經懷紙（西行、寂蓮等十四枚）             | 京都國立博物館         | 1952年3月29日  | 國寶       | :77             |
| 病草紙                                 | 紙本著色病草紙                               | 京都國立博物館         | 1952年3月29日  | 國寶       | [ 58 ] [ 12 ]   |
| 古今和歌集卷第八斷簡（衛門切或右衛門） | 手鑑「藻鹽草」（二百四十二葉）               | 京都國立博物館         | 1952年3月29日  | 國寶       | :130            |
| 源氏物語繪卷                           | 紙本著色源氏物語繪巻（畫十五面 詞二十八面）  | 德川美術館             | 1952年3月29日  | 國寶       | [ 61 ] [ 注 7 ] |
| 熊野懷紙                               | 熊野懷紙（後鳥羽天皇宸翰、藤原家隆、寂蓮筆） | 陽明文庫               | 1953年3月1日   | 國寶       | :339-340        |
| 賀茂社歌合切                           | 治承二年賀茂社歌合                           | 藤田美術館             | 1953年11月14日 | 重要文化財 | :236            |
| 寢覺物語繪卷                           | 紙本著色寢覺物語繪卷                         | 大和文華館             | 1962年11月22日 | 國寶       | :890            |
| 病草紙                                 | 紙本著色病草紙斷簡（不眠之女）               | 三得利美術館           | 1981年6月9日   | 重要文化財 | [ 65 ] [ 12 ]   |
| 梁塵秘抄切                             | 梁塵秘抄卷第一與梁塵秘抄口傳集第一善殘卷     | 天理大學附屬天理圖書館 | 1993年6月10日  | 重要文化財 | :1216           |
| 寂蓮無題百首                           | 寂蓮無題百首                                 | 文化廳                 | 2000年6月27日  | 重要文化財 | [ 66 ]          |
| 顯季集                                 | 顯季集                                       | 五島美術館             | 2009年7月10日  | 重要文化財 | [ 67 ] [ 68 ]   |

### 註解
1. ↑  詞書是指該和歌的主題和寫作動機等相關事宜[27]。
2. ↑  三夕之和歌是指收錄於《新古今和歌集》「秋歌上」的三首同樣以為結尾的和歌，分別是寂蓮、西行和定家的作品[30]。
3. ↑  體言止又稱名詞止，是指以名詞來替和歌收筆，從而帶出余韻[34]。
4. ↑  有主詞是指某歌人專屬的用語，後世為了表達對於歌人首創該用語的敬意，規定在創作和歌時不能仿效[38]。
5. ↑  制詞是指創作和歌時的禁語[39]。
6. ↑  見樣是指平淡如實地創作而成的和歌[41]。
7. ↑  《古筆大辭典》指住吉廣行（日语：住吉廣行 (絵師)）鑑定其中的乙卷和丙卷的詞書出自寂蓮手筆[49]:367。

## 外部連結
- . 國際日本文化研究中心和歌數據庫 （日语）.
- . 國書數據庫 （日语）.